# Two Rooms: Celebrating the Songs of Elton John & Bernie Taupin
Two Rooms: Celebrating the Songs of Elton John e Bernie Taupin é uma coletânea de interpretações de canções de Elton John feitas por diversos artistas. Foi lançada em 1991.

## Faixas
1. "Border Song" - Eric Clapton - 4:21
2. "Rocket Man" - Kate Bush - 5:01
3. "Come Down In Time" - Sting - 3:47
4. "Saturday Nights Alright For Fighting" - The Who - 4:34
5. "Crocodile Rock" - The Beach Boys - 4:22
6. "Daniel" - Wilson Phillips - 4:02
7. "Sorry Seems To Be The Hardest Word" - Joe Cocker - 4:00
8. "Levon" - Jon Bon Jovi - 5:05
9. "The Bitch Is Back" - Tina Turner - 3:35
10. "Philadelphia Freedom" - Hall and Oates - 5:10
11. "Your Song" - Rod Stewart - 4:51
12. "Don't Let the Sun Go Down On Me" - Oleta Adams - 5:55
13. "Madman Across The Water" - Bruce Hornsby - 6:10
14. "Sacrifice" - Sinead O'Connor - 5:12
15. "Burn Down The Mission" - Phil Collins - 6:10
16. "Tonight" - George Michael - 7:24